# Сандерс, Эштон
Э́штон Дюрра́нд Са́ндерс (англ. Ashton Durrand Sanders; род. 24 октября 1995) — американский актёр.

## Ранние годы
Сандерс родился в Карсоне, Калифорния. В 2013 году он окончил старшую школу Великих искусств. Он поступил в театральную школу при университете Де Поля, но ушёл оттуда в 2016 году для того, чтобы сфокусироваться на актёрской карьере.

## Карьера
Сандерс дебютировал на большом экране с ролью в фильме Криса Эски «Поиск» в 2013 году. В 2015 году он появился с небольшой ролью в фильме «Голос улиц», и в 2016 снялся в одном из эпизодов веб-сериала компании Refinery29 «Худая».
В 2016 году Сандерс также появился в драме Барри Дженкинса «Лунный свет», получившей признание критиков, и удостоенной ряда наград, в том числе премии «Оскар» за лучший фильм. Сандерс также получил хорошие отзывы за исполнение своей роли.
В 2018 году Сандерс исполнил одну из основных ролей в экшен-фильме «Великий уравнитель 2». В 2019 году он появился в фантастическом триллере Руперта Уайатта «Битва за Землю», а также взял на себя главную роль в фильме HBO «Сын Америки», основанном на одноимённом романе Ричарда Райта. Он исполнил роль рэпера RZA в мини-сериале Hulu «Wu-Tang: Американская сага» об истории хип-хоп-группы Wu-Tang Clan, вышедшем в сентябре 2019 года.

## Фильмография

### Кино
| Год  | Русское название                       | Оригинальное название               | Роль             | Примечания                                                     |
| ---- | -------------------------------------- | ----------------------------------- | ---------------- | -------------------------------------------------------------- |
| 2012 | Создавая возможности                   | Making Possibilities                | Донни            | Короткометражный фильм Указан в титрах как Эштон Сандерс-Родни |
| 2013 | Поиск                                  | The Retrieval                       | Уилл             |                                                                |
| 2015 | Голос улиц                             | Straight Outta Compton              | Кид              |                                                                |
| 2016 | Лунный свет                            | Moonlight                           | Шайрон в юности  |                                                                |
| 2016 | Мы дома                                | We Home                             | Джаван           | Короткометражный фильм                                         |
| 2016 | Последняя девственница в Лос-Анджелесе | The Last Virgin in LA               | Джош             | Короткометражный фильм                                         |
| 2018 | Великий уравнитель 2                   | The Equalizer 2                     | Майлз Уиттакер   |                                                                |
| 2018 | Chloe x Halle: Детки в порядке         | Chloe x Halle: The Kids Are Alright | Ангел            | Короткометражный фильм                                         |
| 2018 | Женщины-мертвецы идут                  | Dead Women Walking                  | Трой             | Короткометражный фильм                                         |
| 2019 | Битва за Землю                         | Captive State                       | Гэбриел Драммонд |                                                                |
| 2020 |                                        | All Day and a Night                 | Джа              |                                                                |
| 2021 | Иуда и чёрный мессия                   | Judas and the Black Messiah         | Джимми Палмер    |                                                                |
| 2022 | Уитни Хьюстон. Потанцуйте со мной      | I Wanna Dance with Somebody         | Bobby Brown      |                                                                |

### Телевидение
| Год  | Русское название           | Оригинальное название     | Роль         | Примечания               |
| ---- | -------------------------- | ------------------------- | ------------ | ------------------------ |
| 2016 | Худая                      | The Skinny                | Тайлер       | Эпизод: «Squad»          |
| 2019 | Сын Америки                | Native Son                | Биггер Томас | Телевизионный фильм      |
| 2019 | Wu-Tang: Американская сага | Wu-Tang: An American Saga | Бобби / RZA  | Мини-сериал, 10 эпизодов |